# William McMillan
William Willard McMillan, detto Bill (Frostburg, 29 gennaio 1929 – Encinitas, 6 giugno 2000), è stato un tiratore a segno statunitense, vincitore di una medaglia d'oro ai Giochi olimpici a Roma 1960.

## Biografia
Ha preso parte a sei edizioni dei Giochi olimpici, da Helsinki 1952 a Montréal 1976, saltando solamente l'edizione del Melbourne 1956, nel tiro a segno, sempre nella specialità della pistola 25 metri automatica. A Roma 1960 ha conquistato la medaglia d'oro.
Ha conquistato altresì una medaglia d'oro, una d'argento e due di bronzo ai Campionati mondiali in diverse specialità della pistola, nonché una medaglia d'oro e due d'argento ai Giochi panamericani.
Dopo essersi ritirato dall'attività agonistica ha lavorato come sceriffo per la Contea di San Diego.

## Palmarès

### Giochi olimpici
- 1 medaglia:
  - 1 oro (pistola 25 metri automatica a Roma 1960).

### Campionati mondiali
- 4 medaglie:
  - 1 oro (pistola 25 metri a Mosca 1958).
  - 1 argento (pistola 25 metri automatica a Caracas 1954).
  - 2 bronzi (pistola 25 metri a Caracas 1954; pistola 25 metri standard a Phoenix 1970).

### Giochi panamericani
- 3 medaglie:
  - 1 oro (pistola 25 metri automatica a Winnipeg 1967).
  - 2 argenti (pistola 25 metri a Città del Messico 1955; pistola 25 metri standard a Città del Messico 1955).